# Elizabeth Goudge
Elizabeth Goudge (24 de abril de 1900 – 1 de abril de 1984) foi uma escritora Inglesa, autora de romances, contos e livros infantis.

## Carreira
Ela ganhou a Medalha Carnegie para livros infantis britânicos em 1946 por The Little White Horse ("O Cavalinho Branco"). Goudge foi por muito tempo um autor popular no Reino Unido e nos Estados Unidos e recuperou a atenção décadas depois. Em 1993, seu livro The Rosemary Tree foi plagiado por Indrani Aikath-Gyaltsen; o "novo" romance ambientado na Índia foi calorosamente revisado no The New York Times e no The Washington Post antes que sua fonte fosse descoberta. Em 2001 ou 2002, J. K. Rowling identificou.O Cavalinho Branco como um de seus livros favoritos e um dos poucos com influência direta na série Harry Potter.

## Temas
Os livros de Goudge são notavelmente cristãos em perspectiva, cobrindo sacrifício, conversão, disciplina, cura e crescimento através do sofrimento. Seus romances, sejam realistas, fantasiosos ou históricos, envolvem lendas e mitos e refletem a espiritualidade e o amor pela Inglaterra que geram seu apelo, quer ela tenha escrito para adultos ou para crianças.
Goudge disse que havia apenas três de seus livros que ela amava: The Valley of Song, The Dean's Watch e The Child from the Sea, seu último romance. Ela duvidava que O Menino do Mar fosse um bom livro. "No entanto, eu o amo porque seu tema é o perdão, a graça que me parece divina acima de todas as outras, e a necessidade mais desesperada de todos nós, seres humanos atormentados e atormentados, e também porque parecia dar a ele tudo o que tenho para dar; muito pouco, Deus sabe. E então eu sei que nunca poderei escrever outro romance, pois acho que não há mais nada a dizer.

## Publicações

### The Torminster Saga
- A City of Bells (1936)
- Sister of the Angels (1939)
- Henrietta's House (1942) também conhecido como The Blue Hills

### The Eliots of Damerosehay Saga
- The Bird in the Tree (1940)
- The Herb of Grace (1948) também conhecido como Pilgrim's Inn
- The Heart of the Family (1953)
- The Eliots of Damerosehay (omnibus) (1957)

### Romances individuais
- Island Magic (1934)
- The Middle Window (1935)
- Towers in the Mist (1938)
- The Castle on the Hill (1942)
- Green Dolphin Country (1944); Título americano, Green Dolphin Street — romance histórico adaptado como o filme de Hollywood Green Dolphin Street[6]
- Gentian Hill (1949)[7]
- The Rosemary Tree (1956)
- The White Witch (1958)
- The Dean's Watch (1960)[8]
- The Scent of Water (1963)
- The Child From the Sea (1970)[9]

### Livros infantis
- Smoky-House (1940: ilustrado por C. Walter Hodges)
- The Well of the Star (1941: EUA ilustrado por Gloria Kamen)
- Henrietta's House (1942: ilustrado por L.R. Steele: 1968 edição revisada de 1968 ilustrada por Antony Maitland: The Blue Hills nos EUA, ilustrado por Aldren A. Watson)
- The Little White Horse (1946: ilustrado por C. Walter Hodges) (ilustrado por Anne Yvonne Gilbert em 1992)
- Make-Believe (1949: ilustrado por C. Walter Hodges: uma sequência para Island Magic)
- The Valley of Song (1951: ilustrado por Steven Spurrier: EUA ilustrado por Richard Floethe)
- Linnets and Valerians (1964: ilustrado por Ian Ribbons) também conhecido como The Runaways (Ilustrado por Anne Yvonne Gilbert em 1992)
- I Saw Three Ships (1969: ilustrado por Richard Kennedy)

### Coleções
- The Fairies' Baby: And Other Stories (1919)
- A Pedlar's Pack: And Other Stories (1937)
- Three Plays: Suomi, The Brontës of Haworth, Fanny Burney (1939)
- The Golden Skylark: And Other Stories (1941)
- The Ikon on the Wall: And Other Stories (1943)
- The Elizabeth Goudge Reader (1946)
- Songs and Verses (1947)
- At the Sign of the Dolphin (1947)
- The Reward of Faith: And Other Stories (1950)
- White Wings: Collected Short Stories (1952)
- Three Cities of Bells (omnibus) (1965)
- The Ten Gifts: An Elizabeth Goudge Anthology (1965)
- A Christmas Book: An Anthology of Christmas Stories (1967)
- The Lost Angel: Stories (1971)
- Hampshire Trilogy (omnibus) (1976)
- Pattern of People: An Elizabeth Goudge Anthology (1978)

### Não ficção
- God So Loved the World: The Story of Jesus (1951)
- Saint Francis of Assisi (1959) aka My God and My All: The Life of St. Francis of Assisi
- A Diary of Prayer (1966)
- The Joy of the Snow: An Autobiography (1974)

### Antologias contendo histórias de Elizabeth Goudge
- Dancing with the Dark (1997)

### Antologias editadas por Elizabeth Goudge
- A Book of Comfort: An Anthology (1964)
- A Book of Peace: An Anthology (1967)
- A Book of Faith: An Anthology (1976)

### Histórias curtas
- ESP (1974)